# Australimyza
Australimyza is een vliegengeslacht uit de familie van de Australimyzidae.

## Soorten
De volgende soorten zijn ingedeeld bij het geslacht:
- Australimyza australensis (Mik, 1881)
- Australimyza glandulifera Brake & Mathis, 2007[2]
- Australimyza kaikoura Brake & Mathis, 2007[2]
- Australimyza longiseta Harrison, 1959[1]
- Australimyza macquariensis (Womersley, 1937)
- Australimyza mcalpinei Brake & Mathis, 2007[2]
- Australimyza salicorniae Harrison, 1959[1]
- Australimyza setigera Harrison, 1959[1]
- Australimyza victoria Brake & Mathis, 2007[2]